# Bilateralna simetrija
Bilateralno (dvobočno) simetrične životinje imaju samo jednu ravninu simetrije koja tijelo dijeli na dva zrcalno jednaka dijela.
U bilateralno simetričnih životinja izražena je polarnost. Dio tijela gdje je glava s osjetilima jasno se razlikuju od stražnjeg dijela.
Bilateralno simetrične životinje često su kolutićave ili metamerično građene, što znači da se isti organ ponavlja duž uzdužne tjelesne osi.